# Seznam členů Senátu Parlamentu České republiky (2022–2024)
Toto je seznam členů Senátu Parlamentu České republiky ve 14. dvouletém volebním období 2022–2024, které bylo zahájeno v říjnu 2022 po skončených volbách do jedné třetiny horní komory.

## Vedení
| Úřad                   | Člen vedení     | Člen vedení     | Navrhující strana | Navrhující strana | Klub           | Obvod   | Období ve funkci  | Období ve funkci | Volba         |
| Úřad                   | Člen vedení     | Člen vedení     | Navrhující strana | Navrhující strana | Klub           | Obvod   | nástup            | odchod           | Volba         |
| ---------------------- | --------------- | --------------- | ----------------- | ----------------- | -------------- | ------- | ----------------- | ---------------- | ------------- |
| Předseda               | Miloš Vystrčil  | Miloš Vystrčil  |                   | ODS               | ODS a TOP 09   | Jihlava | 2. listopadu 2022 | úřadující        | 73 z 80 hlasů |
| 1. místopředseda       | Jiří Drahoš     | Jiří Drahoš     |                   | STAN              | STAN           | Praha 4 | 2. listopadu 2022 | úřadující        | 67 z 80 hlasů |
| Místopředseda          | Tomáš Czernin   | Tomáš Czernin   |                   | TOP 09            | ODS a TOP 09   | Jičín   | 2. listopadu 2022 | úřadující        | 64 z 80 hlasů |
| Místopředseda          | Jiří Oberfalzer | Jiří Oberfalzer |                   | ODS               | ODS a TOP 09   | Beroun  | 2. listopadu 2022 | úřadující        | 69 z 80 hlasů |
| Místopředsedkyně       | Jitka Seitlová  | Jitka Seitlová  |                   | KDU-ČSL           | KDU-ČSL a nez. | Přerov  | 2. listopadu 2022 | úřadující        | 63 z 80 hlasů |
| Členové vedení Senátu. |                 |                 |                   |                   |                |         |                   |                  |               |

## Seznam senátorů
| Senátní obvod                                                               | Jméno                  | Stranická příslušnost | Navrhující strana/koalice        | Klub            | Rok zvolení            |
| --------------------------------------------------------------------------- | ---------------------- | --------------------- | -------------------------------- | --------------- | ---------------------- |
| 01 – Karlovy Vary                                                           | Věra Procházková       | ANO 2011              | ANO 2011                         | ANO a SOCDEM    | 2022                   |
| 02 – Sokolov                                                                | Miroslav Balatka       | nestraník             | STAN                             | STAN            | 2018                   |
| 03 – Cheb                                                                   | Miroslav Plevný        | nestraník             | STAN                             | STAN            | 2020                   |
| 04 – Most                                                                   | Jan Paparega           | ProMOST               | ProMOST                          | ODS a TOP 09    | 2022                   |
| 05 – Chomutov                                                               | Přemysl Rabas          | nestraník             | SEN 21                           | SEN 21 a Piráti | 2018                   |
| 06 – Louny                                                                  | Ivo Trešl              | STAN                  | STAN                             | STAN            | 2020                   |
| 07 – Plzeň-město                                                            | Daniela Kovářová       | nestranička           | nezávislá                        | nezařazená      | 2022                   |
| 08 – Rokycany                                                               | Pavel Karpíšek         | ODS                   | ODS                              | ODS a TOP 09    | 2018                   |
| 09 – Plzeň-město                                                            | Lumír Aschenbrenner    | ODS                   | ODS, TOP 09, KDU-ČSL, ADS, KČ    | ODS a TOP 09    | 2014, 2020             |
| 10 – Český Krumlov                                                          | Tomáš Jirsa            | ODS                   | ODS                              | ODS a TOP 09    | 2004, 2010, 2016, 2022 |
| 11 – Domažlice                                                              | Vladislav Vilímec      | ODS                   | ODS                              | ODS a TOP 09    | 2018                   |
| 12 – Strakonice                                                             | Tomáš Fiala            | nestraník             | ODS                              | ODS a TOP 09    | 2020                   |
| 13 – Tábor                                                                  | Marek Slabý            | nestraník             | KDU-ČSL, ODS, T2020, TOP 09      | ODS a TOP 09    | 2022                   |
| 14 – České Budějovice                                                       | Ladislav Faktor        | nestraník             | nezávislý                        | ODS a TOP 09    | 2018                   |
| 15 – Pelhřimov                                                              | Jaroslav Chalupský     | nestraník             | Svobodní                         | ODS a TOP 09    | 2020                   |
| 16 – Beroun                                                                 | Jiří Oberfalzer        | ODS                   | ODS                              | ODS a TOP 09    | 2004, 2010, 2016, 2022 |
| 17 – Praha 12                                                               | Pavel Fischer          | nestraník             | nezávislý                        | nezařazený      | 2018                   |
| 18 – Příbram                                                                | Petr Štěpánek          | STAN                  | STAN                             | STAN            | 2020                   |
| 19 – Praha 11                                                               | Hana Kordová Marvanová | nestranička           | KDU-ČSL, ODS, TOP 09             | ODS a TOP 09    | 2022                   |
| 20 – Praha 4                                                                | Jiří Drahoš            | nestraník             | KDU-ČSL, Zelení, STAN, TOP 09    | STAN            | 2018                   |
| 21 – Praha 5                                                                | Václav Láska           | SEN 21                | SEN 21                           | SEN 21 a Piráti | 2014, 2020             |
| 22 – Praha 10                                                               | Jan Pirk               | nestraník             | KDU-ČSL, ODS, TOP 09             | ODS a TOP 09    | 2022                   |
| 23 – Praha 8                                                                | Lukáš Wagenknecht      | Piráti                | Piráti                           | SEN 21 a Piráti | 2018                   |
| 24 – Praha 9                                                                | David Smoljak          | STAN                  | STAN, Piráti, TOP 09             | STAN            | 2019, 2020             |
| 25 – Praha 6                                                                | Jiří Růžička           | nestraník             | KDU-ČSL, ODS, STAN, TOP 09       | ODS a TOP 09    | 2016, 2022             |
| 26 – Praha 2                                                                | Marek Hilšer           | MHS                   | MHS                              | STAN            | 2018                   |
| 27 – Praha 1                                                                | Miroslava Němcová      | ODS                   | ODS, TOP 09, STAN                | ODS a TOP 09    | 2020                   |
| 28 – Mělník                                                                 | Jarmila Smotlachová    | ODS                   | ODS                              | ODS a TOP 09    | 2022                   |
| 29 – Litoměřice                                                             | Ladislav Chlupáč       | ODS                   | ODS                              | ODS a TOP 09    | 2018                   |
| 30 – Kladno                                                                 | Adéla Šípová           | nestranička           | Piráti                           | SEN 21 a Piráti | 2020                   |
| 31 – Ústí nad Labem                                                         | Martin Krsek           | nestraník             | SEN 21                           | SEN 21 a Piráti | 2022                   |
| 32 – Teplice                                                                | Hynek Hanza            | ODS                   | ODS                              | ODS a TOP 09    | 2020                   |
| 33 – Děčín                                                                  | Zbyněk Linhart         | nestraník             | STAN, SLK                        | STAN            | 2014, 2020             |
| 34 – Liberec                                                                | Michael Canov          | SLK                   | SLK                              | STAN            | 2016, 2022             |
| 35 – Jablonec nad Nisou                                                     | Jaroslav Zeman         | nestraník             | ODS                              | ODS a TOP 09    | 2012, 2018             |
| 36 – Česká Lípa                                                             | Jiří Vosecký           | SLK                   | STAN, SLK                        | STAN            | 2014, 2020             |
| 37 – Jičín                                                                  | Tomáš Czernin          | TOP 09                | KDU-ČSL, ODS, TOP 09             | ODS a TOP 09    | 2016, 2022             |
| 38 – Mladá Boleslav                                                         | Raduan Nwelati         | ODS                   | ODS                              | ODS a TOP 09    | 2018                   |
| 39 – Trutnov                                                                | Jan Sobotka            | nestraník             | STAN                             | STAN            | 2018, 2020             |
| 40 – Kutná Hora                                                             | Bohuslav Procházka     | KDU-ČSL               | KDU-ČSL                          | KDU-ČSL a nez.  | 2022                   |
| 41 – Benešov                                                                | Zdeněk Hraba           | nestraník             | STAN                             | ODS a TOP 09    | 2018                   |
| 42 – Kolín                                                                  | Pavel Kárník           | nestraník             | STAN                             | STAN            | 2020                   |
| 43 – Pardubice                                                              | Miluše Horská          | nestranička           | KDU-ČSL                          | KDU-ČSL a nez.  | 2016, 2022             |
| 44 – Chrudim                                                                | Jan Tecl               | ODS                   | ODS, STAN, STO                   | ODS a TOP 09    | 2018                   |
| 45 – Hradec Králové                                                         | Jan Holásek            | RH                    | TOP 09, HDK, Zelení, LES, SEN 21 | SEN 21 a Piráti | 2020                   |
| 46 – Ústí nad Orlicí                                                        | Petr Fiala             | SproK                 | SproK, KDU-ČSL                   | KDU-ČSL a nez.  | 2022                   |
| 47 – Náchod                                                                 | Martin Červíček        | ODS                   | ODS                              | ODS a TOP 09    | 2018                   |
| 48 – Rychnov nad Kněžnou                                                    | Jan Grulich            | TOP 09                | TOP 09, LES                      | ODS a TOP 09    | 2020                   |
| 49 – Blansko                                                                | Jaromíra Vítková       | KDU-ČSL               | KDU-ČSL, ODS, TOP 09             | KDU-ČSL a nez.  | 2016, 2022             |
| 50 – Svitavy                                                                | Michal Kortyš          | ODS                   | ODS                              | ODS a TOP 09    | 2018                   |
| 51 – Žďár nad Sázavou                                                       | Josef Klement          | nestraník             | KDU-ČSL                          | KDU-ČSL a nez.  | 2020                   |
| 52 – Jihlava                                                                | Miloš Vystrčil         | ODS                   | KDU-ČSL, ODS, TOP 09             | ODS a TOP 09    | 2010, 2016, 2022       |
| 53 – Třebíč                                                                 | Hana Žáková            | nestranička           | STAN                             | STAN            | 2018                   |
| 54 – Znojmo                                                                 | Tomáš Třetina          | TOP 09                | TOP 09, STAN, ODS                | ODS a TOP 09    | 2020                   |
| 55 – Brno-město                                                             | Tomáš Töpfer           | nestraník             | KDU-ČSL, ODS, TOP 09             | ODS a TOP 09    | 2006, 2022             |
| 56 – Břeclav                                                                | Rostislav Koštial      | ODS                   | ODS                              | ODS a TOP 09    | 2018                   |
| 57 – Vyškov                                                                 | Karel Zitterbart       | nestraník             | STAN                             | STAN            | 2020                   |
| 58 – Brno-město                                                             | Jiří Dušek             | nestraník             | ČSSD, ODS, Vas, Fakt Brno        | ODS a TOP 09    | 2016, 2022             |
| 59 – Brno-město                                                             | Mikuláš Bek            | nestraník             | STAN, ODS, TOP 09, Zelení        | STAN            | 2018                   |
| 60 – Brno-město                                                             | Roman Kraus            | ODS                   | ODS, TOP 09                      | ODS a TOP 09    | 2020                   |
| 61 – Olomouc                                                                | Lumír Kantor           | nestraník             | KDU-ČSL                          | KDU-ČSL a nez.  | 2016, 2022             |
| 62 – Prostějov                                                              | Jitka Chalánková       | nestranička           | nezávislá                        | ODS a TOP 09    | 2018                   |
| 63 – Přerov                                                                 | Jitka Seitlová         | KDU-ČSL               | KDU-ČSL                          | KDU-ČSL a nez.  | 2020                   |
| 64 – Bruntál                                                                | Ladislav Václavec      | nestraník             | ANO 2011                         | ANO a SOCDEM    | 2016, 2022             |
| 65 – Šumperk                                                                | Miroslav Adámek        | nestraník             | ANO 2011                         | ANO a SOCDEM    | 2018                   |
| 66 – Olomouc                                                                | Marek Ošťádal          | STAN                  | STAN                             | STAN            | 2020                   |
| 67 – Nový Jičín                                                             | Ivana Váňová           | KDU-ČSL               | KDU-ČSL, ODS, TOP 09             | KDU-ČSL a nez.  | 2022                   |
| 68 – Opava                                                                  | Herbert Pavera         | TOP 09                | TOP 09, ODS, STAN                | ODS a TOP 09    | 2018                   |
| 69 – Frýdek-Místek                                                          | Helena Pešatová        | nestranička           | STAN                             | STAN            | 2020                   |
| 70 – Ostrava-město                                                          | Zdeněk Nytra           | ODS                   | KDU-ČSL, ODS, TOP 09             | ODS a TOP 09    | 2016, 2022             |
| 71 – Ostrava-město                                                          | Leopold Sulovský       | Ostravak              | Ostravak                         | STAN            | 2012, 2018             |
| 72 – Ostrava-město                                                          | Ondřej Šimetka         | nestraník             | ODS                              | ODS a TOP 09    | 2020                   |
| 73 – Frýdek-Místek                                                          | Zdeněk Matušek         | nestraník             | ČSSD, ANO 2011                   | ANO a SOCDEM    | 2022                   |
| 74 – Karviná                                                                | Petr Vícha             | SocDem                | SocDem                           | ANO a SOCDEM    | 2006, 2012, 2018       |
| 75 – Karviná                                                                | Ondřej Feber           | ANO 2011              | ANO 2011                         | ANO a SOCDEM    | 2020                   |
| 76 – Kroměříž                                                               | Jana Zwyrtek Hamplová  | nestranička           | NEZ                              | nezařazená      | 2022                   |
| 77 – Vsetín                                                                 | Jiří Čunek             | KDU-ČSL               | KDU-ČSL                          | KDU-ČSL a nez.  | 2006, 2012, 2018       |
| 78 – Zlín                                                                   | Tomáš Goláň            | nestraník             | SEN 21                           | ODS a TOP 09    | 2018, 2020             |
| 79 – Hodonín                                                                | Eva Rajchmanová        | KDU-ČSL               | KDU-ČSL, ODS, TOP 09             | KDU-ČSL a nez.  | 2022                   |
| 80 – Zlín                                                                   | Patrik Kunčar          | KDU-ČSL               | KDU-ČSL                          | KDU-ČSL a nez.  | 2014, 2018             |
| 81 – Uherské Hradiště                                                       | Josef Bazala           | KDU-ČSL               | KDU-ČSL                          | KDU-ČSL a nez.  | 2020                   |
| Obvody dle posloupnosti voleb                                               |                        |                       |                                  |                 |                        |
| – předchozí volby (2020) – aktuální volby (2022) – následující volby (2024) |                        |                       |                                  |                 |                        |